# Jim Parker (giocatore di football americano)
James Thomas Parker, detto Jim (Macon, 3 aprile 1934 – Columbia, 31 marzo 2011), è stato un giocatore di football americano statunitense che ha giocato nel ruolo di offensive lineman per tutta la carriera con i Baltimore Colts della National Football League (NFL). Al college ha giocato a football all’Università statale dell'Ohio. È stato inserito nella Pro Football Hall of Fame nel 1973.

## Carriera professionistica
Parker fu scelto dai Baltimore Colts nel corso del primo giro del Draft NFL 1957 come ottavo assoluto. Coi Colts, Parker divenne presto il miglior bloccatore del quarterback Johnny Unitas.
Dal 1957 al 1962, Parker giocò come offensive tackle. Nei suoi primi sei anni fu convocato cinque volte per il Pro Bowl. Nel 1963 si spostò nel ruolo di offensive guard, venendo convocato per altri tre Pro Bowl in questa posizione.
Molti considerano Parker il miglior giocatore della linea offensiva che abbia mai giocato a football. Fu inserito nella Pro Football Hall of Fame nel 1973, al suo primo anno di eleggibilità, il primo offensive lineman puro ad essere mai stato indotto. Nel 1994 fu inserito nella formazione ideale del 75º anniversario della National Football League e nel 1999 The Sporting News lo pose al 24º posto tra i migliori cento giocatori di tutti i tempi, secondo tra le guardie dietro John Hanna e terzo tra gli offensive lineman dietro Hannah e Anthony Muñoz, i quali cominciarono entrambi le loro carriere dopo il ritiro di Parker.

## Palmarès
- (2) Campione NFL (1958, 1959)
- (8) Pro Bowl (1958, 1959, 1960, 1961, 1962, 1963, 1964, 1965)
- (10) All-Pro (1957, 1958, 1959, 1960, 1961, 1962, 1963, 1964, 1965, 1966)
- Formazione ideale del 75º anniversario della National Football League
- Formazione ideale della NFL degli anni 1950
- Pro Football Hall of Fame (classe del 1973)
- College Football Hall of Fame
- Classificato al #32 tra i migliori cento giocatori di tutti i tempi da NFL.com
- Formazione ideale del 100º anniversario della National Football League